# Verlag Karl Quarch
Der Verlag Karl Quarch war ein Kunstverlag in Leipzig. Der Verlag publizierte Arbeiten vieler Grafiker der DDR, die meist Absolventen der Leipziger Hochschule für Grafik und Buchkunst waren, und edierte ab Mitte der 1960er Jahre vor allem künstlerisch anspruchsvolle Kleingrafiken.

## Geschichte
1919 gründete Karl Quarch in Leipzig einen „Verlag und Papierwarengroßhandel“. Das Unternehmen fertigte „Luxuspapierwaren“, insbesondere Postkarten und Kunstdrucke, aber auch solche Produkte wie Schmuck für Poesiealben und Siegellack. Nach dem Tod des Gründers übernahm sein Sohn Karl Quarch jun. 1941 die Leitung. Infolge der Luftangriffe auf Leipzig wurde 1943 das Verlagsgebäude und damit auch die Belegsammlung des Verlages durch Bomben vernichtet.
Auf einer Leipziger Produkt-Musterschau im Oktober 1945 war das Unternehmen als Kunstverlag vertreten. Wegen Materialmangel produzierte der Verlag bis in die sechziger Jahre hauptsächlich Produkte wie Holztabletts, Bilderrahmen oder Blickfänge für Schaufensterdekorationen. Anfang der fünfziger Jahre begann wieder die Produktion von Glückwunsch- und Trauerkarten, die auf Stahlstichpressen hergestellt wurden. Das Unternehmen firmierte nun unter „Werkstätten für Stahlstichdruck“. Es hatte eine Nische gefunden, in der es als selbständiges Unternehmen überleben konnte.
Karl Quarch jun. war ein konservativer, christlich-humanistisch gebildeter Mensch. Ihm lag die Vermittlung von Kunst für breite Schichten der Bevölkerung am Herzen. Er arbeitete zielgerichtet an seinem Verlagsprofil: hochwertige Druckgraphik mit hoher Verbreitung herzustellen. Der Typograph Eberhard Kahle, der maßgeblich für den Verlag arbeitete, beschrieb den Verleger so: „Quarch war ein Mittler zwischen grafischem Schaffen und Literatur. Man darf ihn getrost als letzten privaten Förderer anspruchsvoller Texte und Illustrationen in der DDR bezeichnen.“ Quarch gewann für seinen Verlag renommierte Grafiker der DDR, die meisten Absolventen der Leipziger Hochschule für Grafik und Buchkunst, und edierte ab Mitte der 1960er Jahre Drucke von künstlerisch anspruchsvollen und handwerklich ausgezeichneten Kleingraphiken, die auch im Alltagsleben Verwendung finden sollten. Dabei verband er vom Künstler handsignierte und mitunter handkolorierte Originalgraphik mit einer Kartenproduktion, die aus Glückwunsch- bzw. Briefkarte oder Lesezeichen ein Kunstobjekt macht. Diese Arbeiten wurden zum Markenzeichen des Verlages, der damit in der DDR eine Alleinstellung hatte, und gelangten zu erschwinglichen Preisen in den Handel, insbesondere in die Galerien des Staatlichen Kunsthandels und andere Galerien und Kunsthandlungen sowie in den Buchhandel.
So kostete beispielsweise 1974 die Mappe „Ach, sie läßt es nicht geschehen“ mit 5 vom Stock gedruckten handkolorierten und vom Künstler handsignierten Holzstichen (Blattgröße 21 cm × 10 cm) von Karl-Georg Hirsch (Glückwunschkarten mit Briefumschlägen) 15 Mark der DDR. Die Kassette (Leinen) „Es lebe, was auf Erden stolziert in grüner Tracht“ mit 12 ebenfalls vom Stock gedruckten, handkolorierten und vom Künstler handsignierten Holzstichen von Werner Klemke zu in Holz gestochenen Jagdsprüchen (Blattgröße 35 cm × 22 cm) kostete 1976 202 Mark.
Insgesamt publizierte der Verlag in 25 Jahren der Graphikproduktion fünf „große“ in Leinen gebundene Kassetten sowie weit über sechzig „kleinere“ Mappen und Einzelblätter.
Dieser Weg endete nach der deutschen Wiedervereinigung. 1992 wurden die Verlagsräume in der Hainstraße in Leipzig aufgegeben, und der Verlag siedelte vorübergehend nach Wanfried in Hessen über. "Im Frühjahr 2009 übergab Ingeborg Karich, Karl Quarchs Lebensgefährtin und jahrzehntelang die „rechte Hand“ im Verlag, der Universitätsbibliothek Leipzig Archivexemplare aller Graphikproduktionen", nachdem die Erbin Quarchs bereits 2009 eine Belegsammlung der originalgraphischen Produktion des Verlages übergeben hatte und das Verlagsarchiv 2014 übernommen wurde.

## Künstler des Verlages (mutmaßlich unvollständig)
Hubertus Blase, Albrecht von Bodecker, Wolfgang Böttcher, Henner Franck (* 1941), Peter Hartmann (* 1950), Otto Herbig, Karl-Georg Hirsch, Christa Jahr, Inge Jastram, Werner Klemke, Johannes Lebek, Harald Metzkes, Gerhard Kurt Müller, Helga Paditz, Werner Schinko, Max Schwimmer, Lothar Sell, Oswin Volkamer, Volker Wendt, Werner Wittig und Wolfgang Würfel.

## Ausstellungen zum Verlag
- 2019 Leipzig, Universitätsbibliothek („Politische Literatur und unpolitische Kunst. 50 Jahre MÄRZ Verlag – 100 Jahre Karl Quarch“)[4]